# Halocynthia papillosa
Ascidie rouge, Outre de mer
Espèce
Halocynthia papillosa, l’ascidie rouge, outre de mer ou vioulet rouge, est une espèce d'ascidies de la famille des Pyuridae.

## Description et caractéristiques

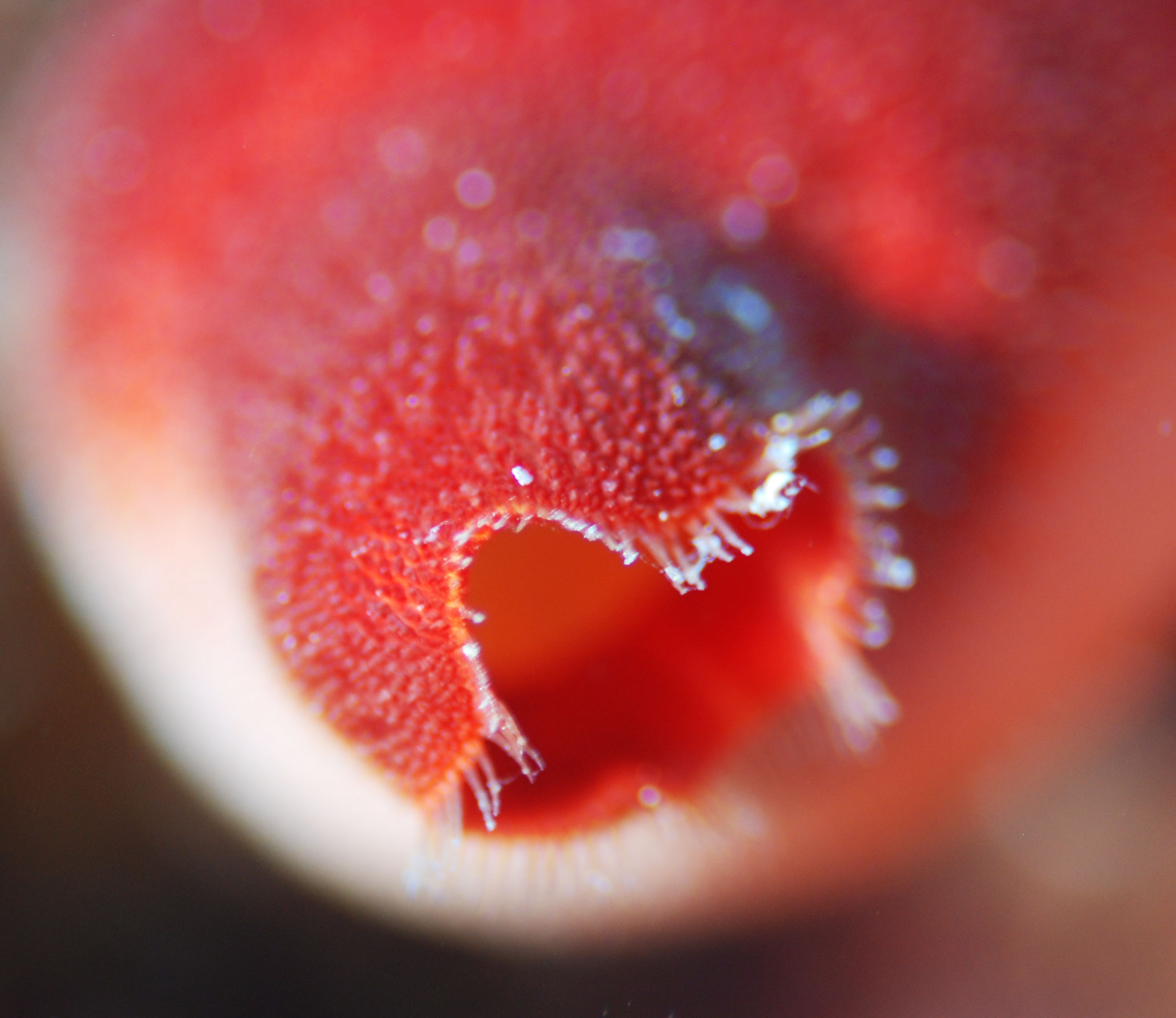
Halocynthia papillosa, détail du siphon.

C'est une ascidie solitaire, au corps ferme et ventru, pourvu de deux siphons érigés portant de fines soies. La tunique est généralement rouge-orange vif et finement granuleuse. 
La taille moyenne adulte est de 10 cm (jusqu'à 20 cm maximum).

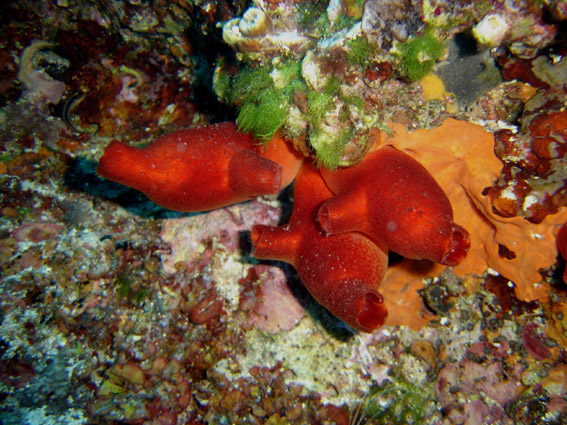
Allure générale
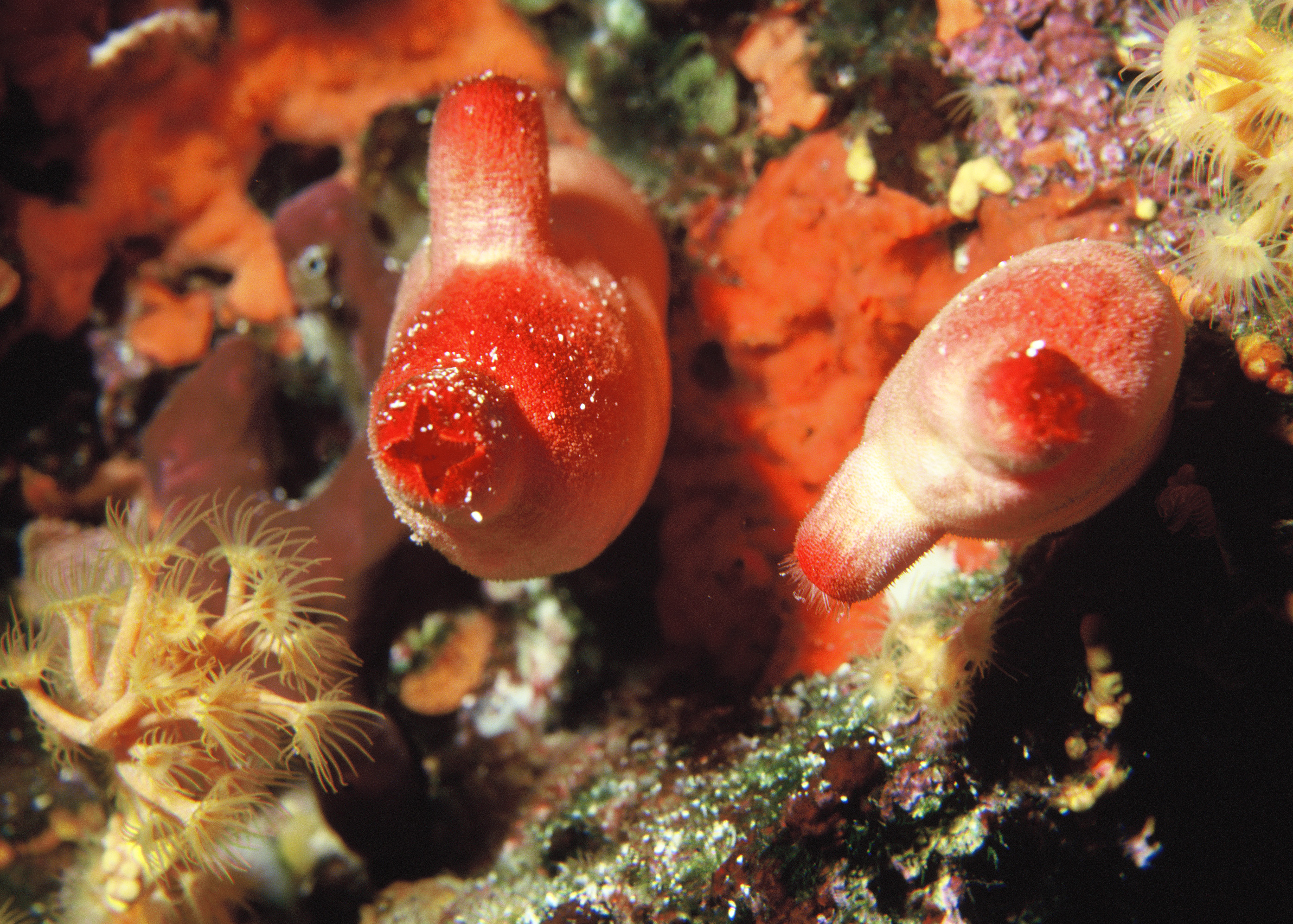
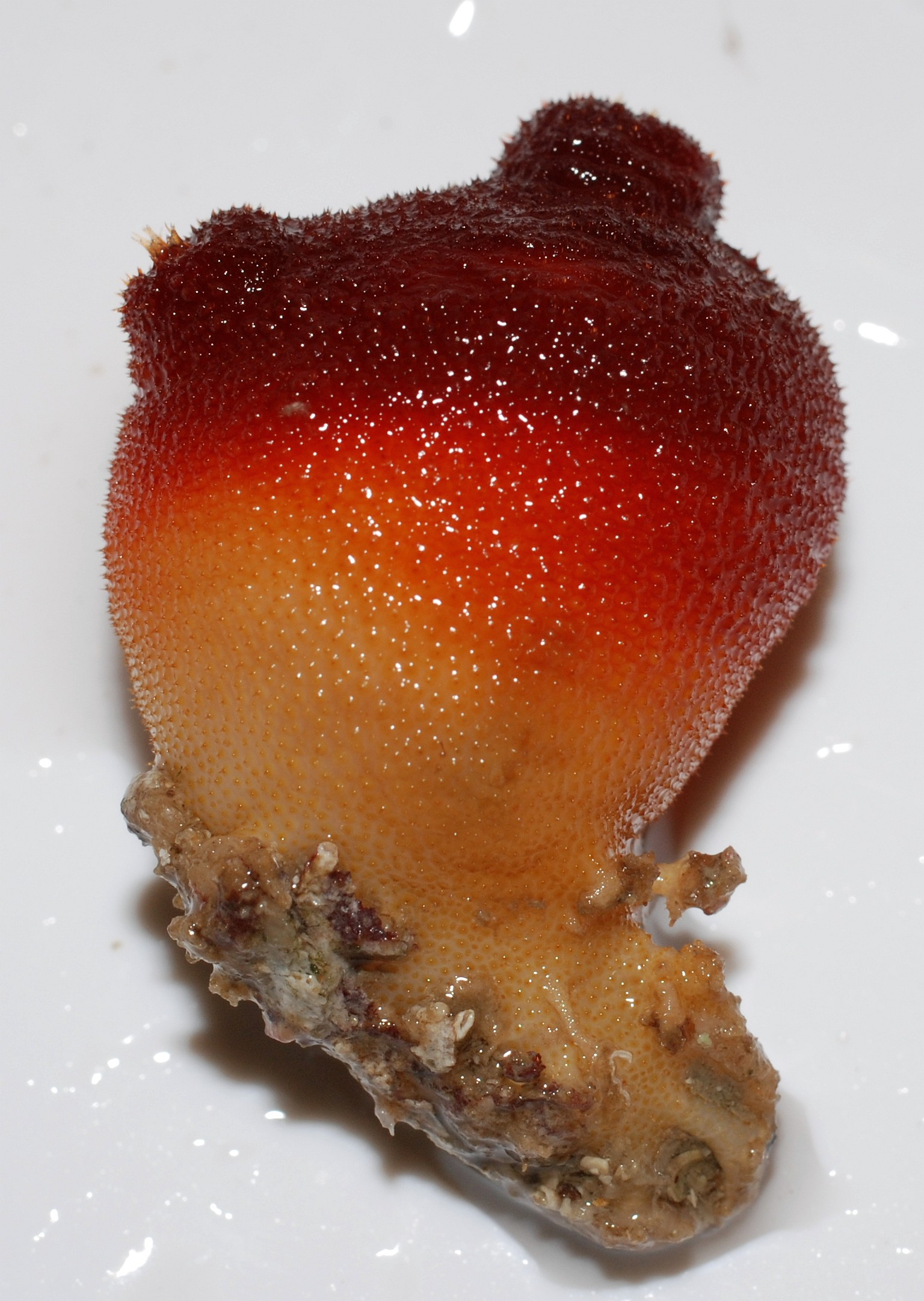
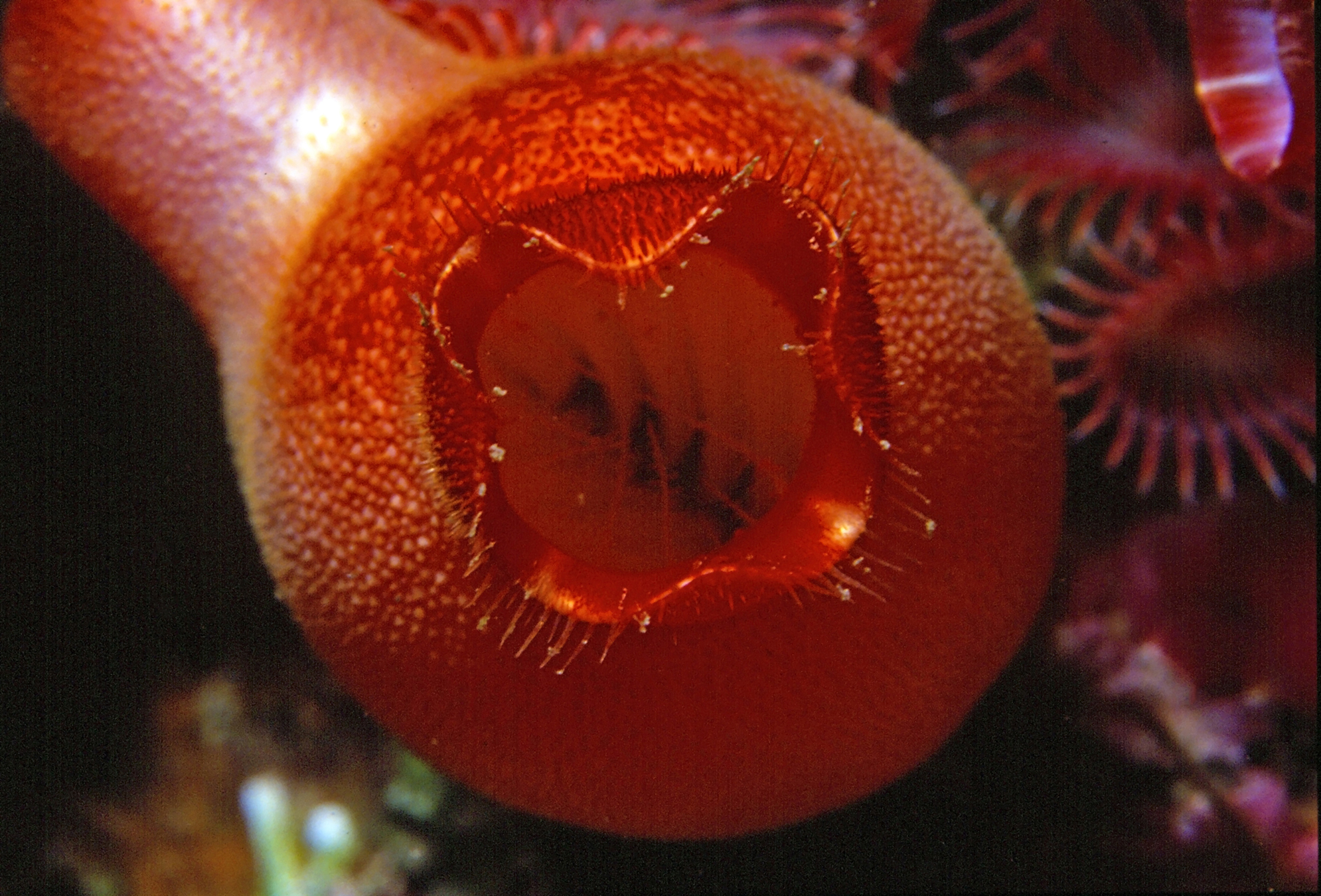
Détail du siphon

## Cycle biologique
Il est marqué par la succession :
- d’un stade larvaire nectonique (nageant librement) et
- d’un stade adulte filtreur sessile (définitivement fixé sur le substrat).

## Habitat et répartition
On trouve cette espèce en Méditerranée et dans l'Atlantique européen. 
Comme il n'aime pas la lumière, c'est un des tuniciers les plus visibles sur les parois sombres des tombants et les grottes.
Cette espèce est aussi présente parmi les herbiers de posidonie, mais abritée de la lumière.
Elle est présente jusqu'à 100 mètres de profondeur.